# Slobodan Kovač

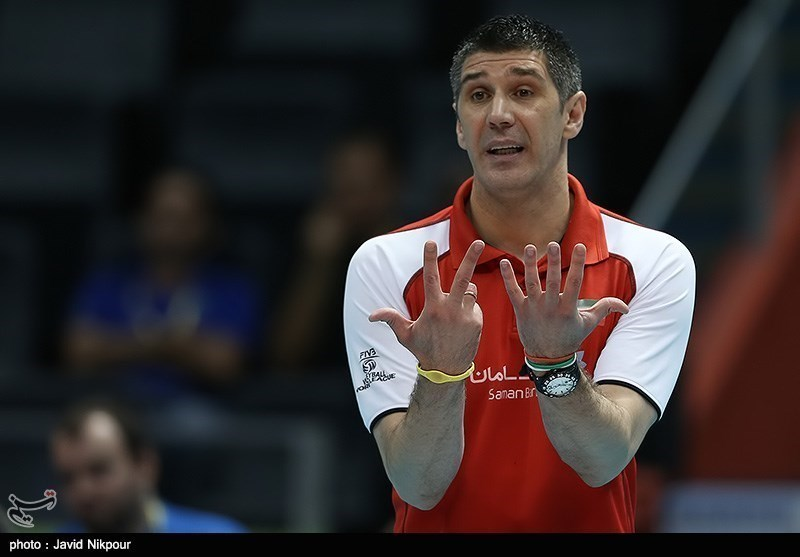
Slobodan Kovač trenerem reprezentacji Iranu

Slobodan Kovač (ur. 13 września 1967 w Veliko Gradište) – serbski siatkarz i trener siatkarski. Od sierpnia 2019 roku jest trenerem męskiej reprezentacji Serbii. Od sierpnia 2021 roku do 28 kwietnia 2022 roku był trenerem PGE Skry Bełchatów. Pod koniec kwietnia 2022 roku został zwolniony, gdyż klub nie odniósł wymagających przez niego przed sezonem zamierzonych założeń
Jego syn Davide, również jest siatkarzem.

## Sukcesy jako siatkarz

### klubowe
Liga jugosłowiańska:
- 1989

Puchar Serbii i Czarnogóry:
- 1992

Liga serbsko-czarnogórska:
- 1992

Liga grecka:
- 1994

Puchar CEV:
- 1998

Liga irańska:
- 2005
- 2006

Liga serbska:
- 2007

### reprezentacyjne
Igrzyska Śródziemnomorskie:
- 1991

Mistrzostwa Europy:
- 1997
- 1995

Igrzyska Olimpijskie:
- 2000
- 1996

## Sukcesy jako trener

### klubowe
Liga serbska:
- 2009, 2010

Liga włoska:
- 2014, 2016

Liga turecka:
- 2017, 2018, 2024[12]
- 2025[13]

Puchar Turcji:
- 2018, 2024[14], 2025[15]

Puchar Challenge:
- 2019[16]

### reprezentacyjne

#### Iran
Igrzyska Azjatyckie:
- 2014

#### Serbia
Mistrzostwa Europy:
- 2019